# Lirellodisca
Lirellodisca är ett släkte av svampar. Lirellodisca ingår i familjen Patellariaceae, ordningen Patellariales, klassen Dothideomycetes, divisionen sporsäcksvampar och riket svampar.
|              | Eutryblidiella                               |
|              |                                              |
|              | Brunaudia                                    |
|              |                                              |
|              | Tryblidiella                                 |
|              |                                              |
|              | Rhytidhysteron                               |
|              |                                              |
|              | Poetschia                                    |
|              |                                              |
|              | Banhegyia                                    |
|              |                                              |
|              | Schrakia                                     |
|              |                                              |
|              | Holmiella                                    |
|              |                                              |
|              | Tryblidaria                                  |
|              |                                              |
|              | Lecanidiella                                 |
|              |                                              |
|              | Lecanidion                                   |
|              |                                              |
|              | Patellaria                                   |
|              |                                              |
|              | Baggea                                       |
|              |                                              |
|              | Endotryblidium                               |
|              |                                              |
|              | Murangium                                    |
|              |                                              |
|              | Rhizodiscina                                 |
|              |                                              |
|              | Stratisporella                               |
|              |                                              |
|              | Lahmiomyces                                  |
|              |                                              |
| Lirellodisca | \| \| Lirellodisca pyrenulispora \| \| \| \| |
|              | \| \| Lirellodisca pyrenulispora \| \| \| \| |
|              | Lirellodisca pyrenulispora                   |
|              |                                              |

|  | Lirellodisca pyrenulispora |
|  |                            |